# Wärmebildkamera

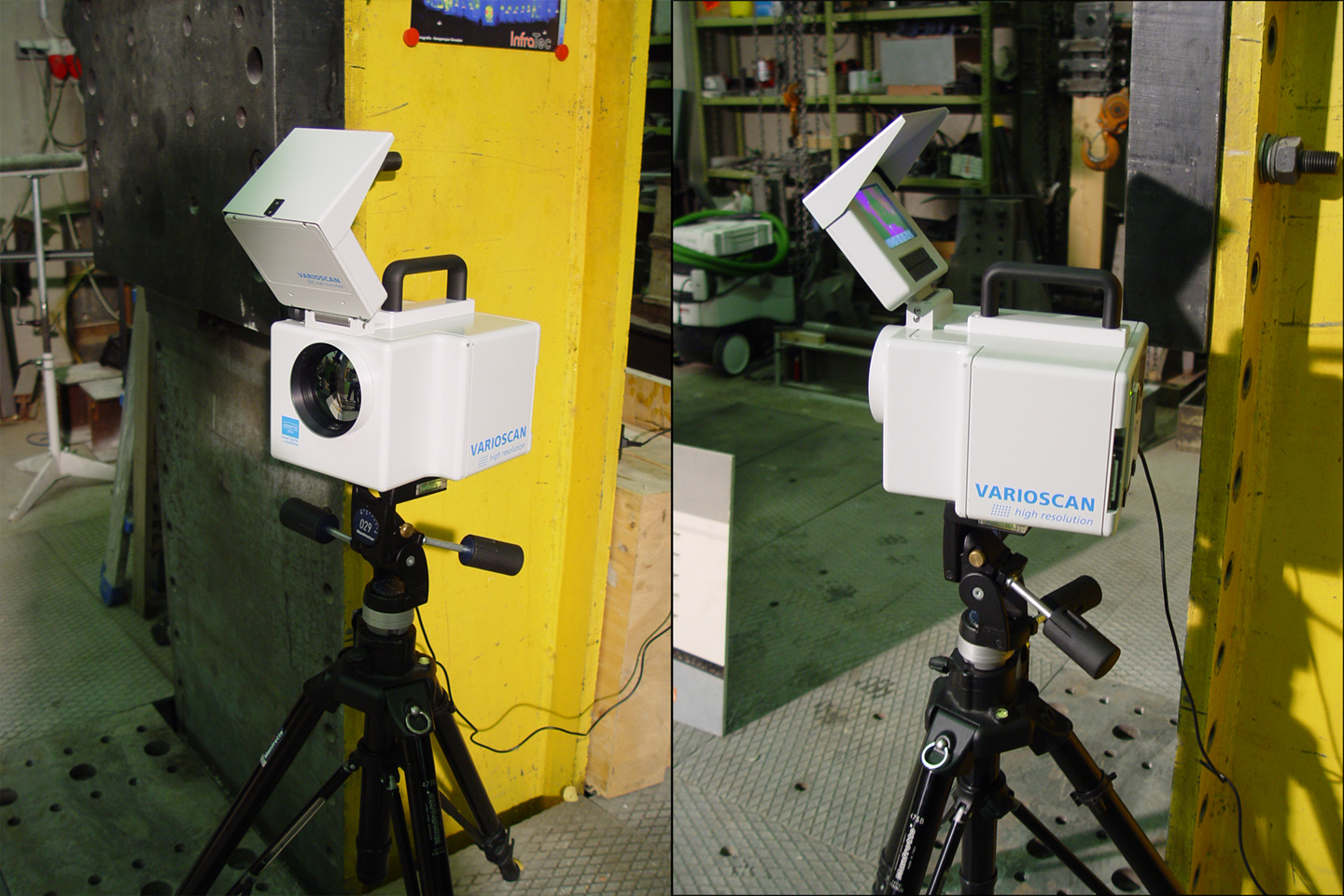
Wärmebildkamera

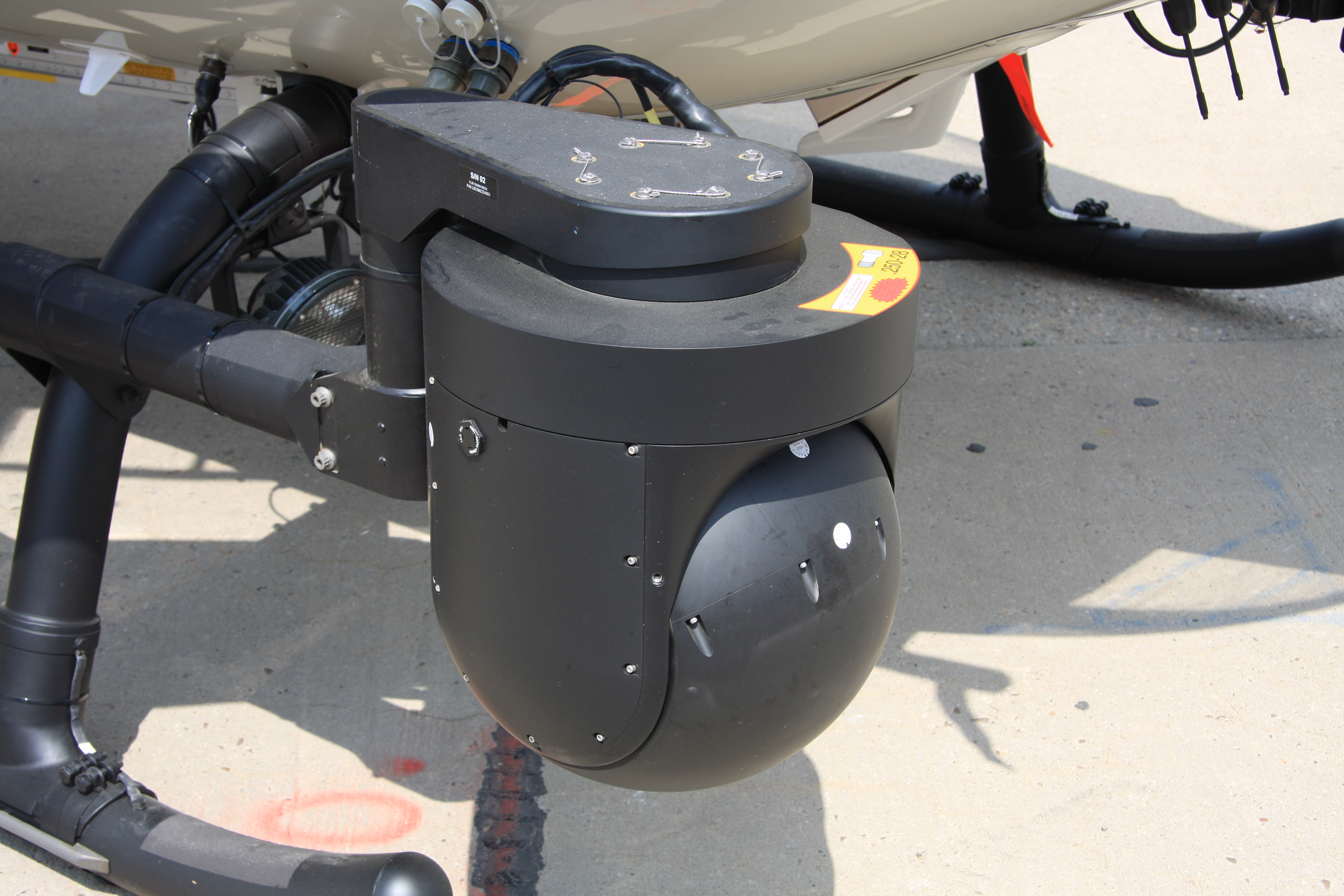
Eine Wärmebildkamera an einem Polizeihubschrauber

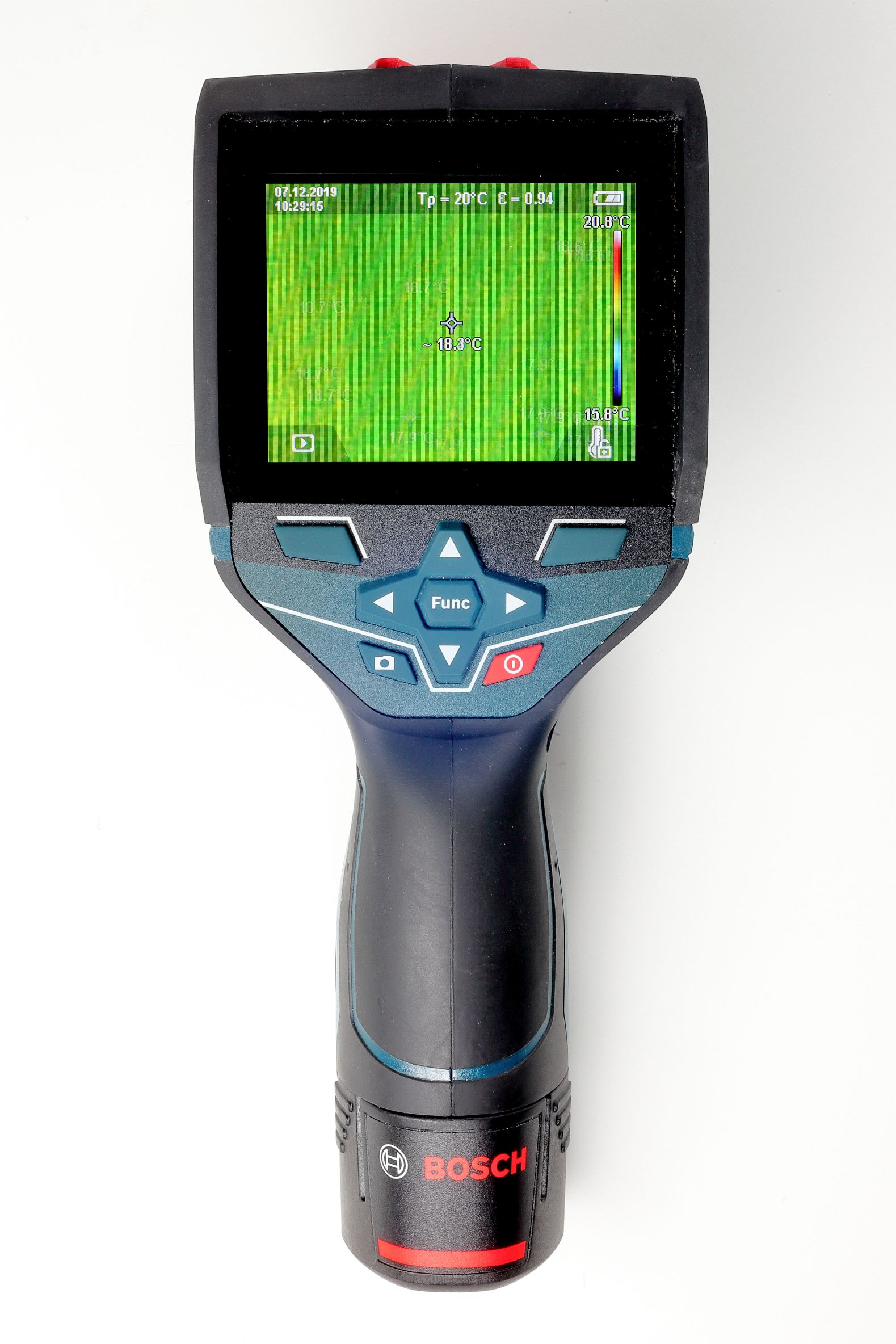
Wärmebildkamera für Bau und Elektroinstallationen. Typische Erfassungstemperaturen liegen bei −10 bis 400 °C bei einer Auflösung von 0,05 K, die im IR-Spektrum zwischen 8 und 14 µm gemessen werden.

Eine Wärmebildkamera (auch als Thermografie-, Thermal- oder Infrarotkamera oder beim Militär als Wärmebildgerät, WBG, bezeichnet) ist ein Gerät ähnlich einer herkömmlichen Kamera, das jedoch Infrarotstrahlung empfängt und – im Gegensatz zu einem Pyrometer – die IR-Strahlung als Bild des Objektes wiedergibt.
Teilweise wird auch die Bezeichnung FLIR für Forward Looking Infrared verwendet, die aber gleichzeitig eine Marke (FLIR Systems) ist.
Die Infrarotstrahlung liegt im Wellenlängenbereich von ca. 0,7 µm bis 1000 µm. Wärmebildkameras nutzen allerdings aufgrund der typischen Emissionswellenlängen in der Nähe der Umgebungstemperatur den Spektralbereich von ca. 3,5 bis 15 µm (mittleres und langwelliges Infrarot).
Dieser Bereich ist auch für die Messung und bildliche Darstellung von Temperaturen im Umgebungstemperaturbereich geeignet, wenn der Emissionsgrad bekannt ist. Dieser streut allerdings materialabhängig sehr zwischen 0,012 und 0,98 – entsprechend ungenau kann die Temperaturzuordnung ausfallen.
Da die normale Atmosphäre in diesem Bereich weitgehend transparent ist, stört die seitliche Einstrahlung der Sonne sowie künstlicher Lichtquellen kaum, solange die Distanz nur einige Meter beträgt. Bei größeren Entfernungen kann die Eigenstrahlung der Luft das Ergebnis verfälschen.

## Theorie
Thermografie ist ein berührungsloses bildgebendes Verfahren, das die für das menschliche Auge unsichtbare Wärmestrahlung (mittleres Infrarot) eines Objektes oder Körpers sichtbar macht. Bei der Thermografie werden Temperaturverteilungen auf Flächen und Gegenständen erfasst und dargestellt. Zusätzlich zur passiven Temperaturmessung kann auch eine aktive Bestrahlung durch Infrarotstrahler erfolgen. Darauf basieren beispielsweise Verfahren zur Materialprüfung.
Die Wärmebildkamera wertet nur Unterschiede der empfangenen Leistung aus, weshalb Objekte mit stark unterschiedlichem Emissionsfaktor einen großen Messfehler (scheinbaren Temperaturunterschied) ergeben können. An jeder Wärmebildkamera lässt sich der vermutete Emissionsfaktor vorwählen. Strahlungsmessungen sind also mit Vorsicht zu betrachten.

## Technik

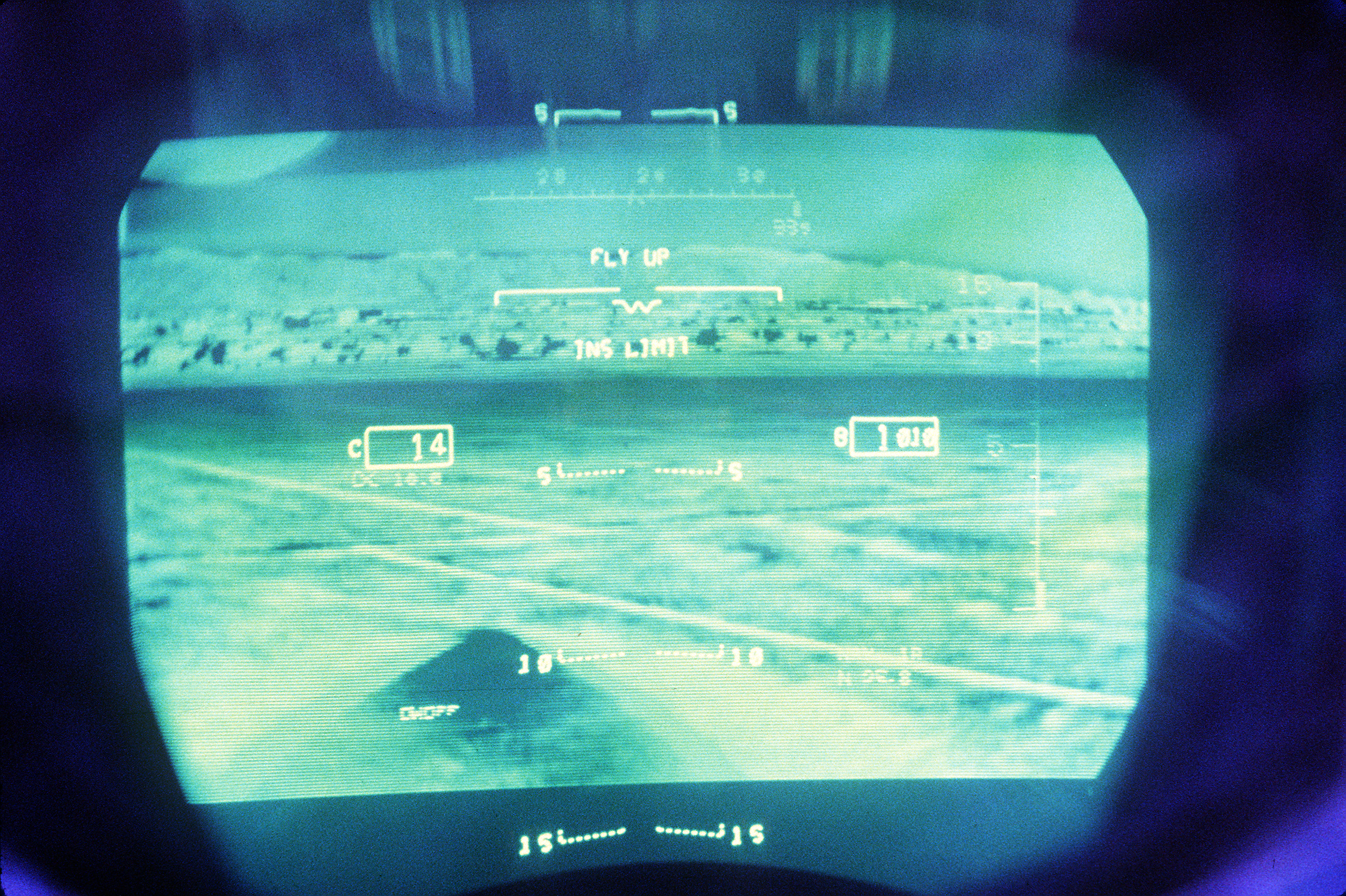
Graustufenbild (Head-Up Display im Kampfflugzeug)

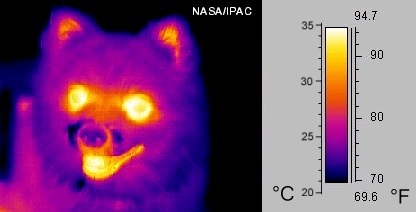
Falschfarben-Wärmebild eines Hundes

Aufgebaut ist die Kamera im Prinzip wie eine normale elektronische Kamera für sichtbares Licht, die Sensoren unterscheiden sich aber in Aufbau und Funktionsweise je nach zu detektierender Wellenlänge. Es ist nicht möglich, mit herkömmlichen Filmen sehr langwellige Strahlung aufzunehmen, weil eine fotoempfindliche Emulsion auch in verpacktem Zustand durch die thermische Eigenstrahlung „belichtet“ würde.
Bilder, die von Infrarotkameras erzeugt werden, liegen zunächst als Intensitätsinformation vor. Wärmebildkameras stellen diese üblicherweise in Graustufen dar, gängige Kameramodelle sind in der Lage, bis zu 256 (8 bit) Graustufen aufzulösen. Allerdings ist es für den menschlichen Betrachter nicht möglich, derart feine Graustufungen aufzulösen; es ist daher nützlich, Bilder in Falschfarben-Darstellung zu erzeugen, wozu fast alle Wärmebildkameras in der Lage sind. Der komplette sichtbare Farbraum des Auges bietet mehr Unterscheidung als reine (Grau-)Helligkeitsunterschiede. Im so eingefärbten Bild ist die „Helligkeit“, die auf eine thermische Anomalie hinweist, durch eine Änderung der angezeigten Farbe repräsentiert anstatt durch unterschiedliche Graustufen. Für die Einfärbung der Grauwert-Bilder stehen gewöhnlich verschiedene Farbpaletten zur Verfügung. Oft wird der hellste (wärmste) Teil des Bildes weiß, die Zwischentemperaturen werden in Gelb- und Rottönen und die dunklen (gleich kälteren) Teile des Bildes in Blautönen dargestellt.
In der militärischen Anwendung wird normalerweise eine Falschfarbendarstellung nicht verwendet, da die Erkennbarkeit des Bildgegenstands für den menschlichen Betrachter hierdurch reduziert wird.
Die geometrische Auflösung von kommerziellen Thermografiekameras ist beträchtlich niedriger als bei Kameras für den sichtbaren Spektralbereich. Sie liegt typischerweise bei 160 × 120, 320 × 240 oder 384 × 288 Bildpunkten (Pixel). Neuerdings werden auch Detektoren mit 640 × 480 Pixeln eingesetzt. Durch Micro Scanning kann die Kameraauflösung auf bis zu 1280 × 960 verbessert werden. Die Auflösung bestimmt im Zusammenspiel mit den eingesetzten Objektiven beziehungsweise dem Gesichtsfeld (Field of View) der Kamera den kleinsten definierbaren Messfleck des Thermografiesystems.
Erste Wärmebildkameras sind auch in Smartphones erhältlich.

### Optik
Durch ein aus Linsen bestehendes Objektiv wird ein Bild auf einen elektronischen Bildsensor projiziert.
Übliche Kameras arbeiten passiv (d. h. ohne eigene Lichtquelle) im Wellenlängenbereich von 8 bis 14 µm und verwenden eine Optik aus Germanium, welches für diese Wellenlängen durchlässig ist, aber im Vergleich zu Glaslinsen etwa 100 mal mehr kostet. Daneben eignen sich auch einkristalline Halbleitermaterialien wie Silizium oder Zinkselenid. Im Prinzip verwendbar, aber für praktische Anwendungen wegen Feuchteempfindlichkeit ungeeignet sind dagegen Salze wie Natriumchlorid (Kochsalz), Silbersalze oder Chalkogenide.

### Wandler-Materialien
Es existieren verschiedene Verfahren, nach denen infrarote Bildsensoren funktionieren.
- Bei sehr kurzen Wellenlängen um 800 nm kommen Siliziumsensoren zum Einsatz. Sie wandeln die Photonen über den photoelektrischen Effekt direkt in einen Photostrom um.
- Für Wellenlängen von 1 bis 2 µm (SWIR) verwendet man Indiumgalliumarsenid-Sensoren (InGaAs) oder Bleisulfid-Sensoren.
- Im Wellenlängenbereich 3 bis 5 µm (MWIR) verwendet man hauptsächlich Indium-Antimon-Detektoren (InSb) und Quecksilber-Cadmium-Tellurid-Detektoren (MCT) sowie ungekühlte Detektoren auf Basis von deuteriertem Triglycinsulfat (DTGS). Ein Kaltfilter begrenzt dabei die Wellenlänge nach unten. Indium-Antimon-Detektoren mit entsprechenden Kaltfiltern bieten einen empfindlichen Spektralbereich von 1 bis 5 µm.
- Für den langwelligen Bereich von 8 bis 14 µm (LWIR) werden häufig Gallium-Arsenid-Quantentopf-Detektoren (QWIP) sowie MCT-Detektoren verwendet. Mikrobolometerarrays, die die Strahlung über eine Erwärmung eines Sensorelements detektieren, sind für diesen Wellenlängenbereich ebenfalls gut geeignet. Gängige Materialien für Mikrobolometerarrays sind Vanadiumoxid (VOx) oder amorphes Silizium (a-Si).

## Typen
Thermografiekameras können in zwei Arten unterteilt werden:

### Gekühlte Infrarotdetektoren
Gekühlte Infrarotdetektoren arbeiten nach dem inneren Fotoeffekt, das heißt, sie bestehen aus einem Array aus Fotoempfängern. Die Detektoren sind gewöhnlich in einem vakuumversiegelten Gehäuse untergebracht und werden kryogenisch gekühlt. Die Arbeitstemperatur der Detektoren liegt dabei typischerweise zwischen 4 K und 110 K, wobei ein üblicher Wert bei rund 80 K (etwas über der Siedetemperatur von Stickstoff) liegt. Damit sind die Detektoren in der Regel viel kälter als die zu beobachtenden Objekte, wodurch sich die thermische Empfindlichkeit (Temperaturauflösung) des Thermografiesystems gegenüber den ungekühlten Systemen entscheidend erhöht. Ein Nachteil dieser Methode: Fällt die Kühlung des Detektors aus, ist das Thermografiesystem blind.
Weitere Nachteile gekühlter Systeme sind die erhöhten Anschaffungs- und Betriebskosten sowie die mitunter langen Anlaufzeiten, bis das System den Detektor auf Betriebstemperatur herunter gekühlt hat.
Dem gegenüber steht die herausragende Bildqualität im Vergleich zu ungekühlten Systemen.
Die Infrarotdetektoren gekühlter Systeme bestehen meist aus speziellen Halbleiter-Materialien.
Damit die Eigenstrahlung der Kamera und des Detektors die Messung nicht beeinflusst, werden die nach dem photoelektrischen Effekt arbeitenden Detektoren auf Temperaturen im Bereich um 70 K gekühlt. Früher wurde für die Kühlung oft flüssiger Stickstoff oder Kohlenstoffdioxid verwendet, moderne Kameras arbeiten meist mit Peltierelementen, sehr genaue Modelle für wissenschaftliche Anwendung sowie viele Geräte im militärischen Bereich dagegen mit Stirlingkühlern.

### Ungekühlte Infrarotdetektoren
Ungekühlte Thermografiekameras nutzen Infrarot-Sensoren, die durch thermoelektrische Kühler, Peltierelemente, auf konstanter Temperatur gehalten werden, um Signaldrift der Empfänger-Elemente zu verringern. Sie werden meist nahe der Umgebungstemperatur thermostatiert. Alle modernen ungekühlten Systeme arbeiten nach dem Prinzip der Änderung von Widerstand, Spannung oder Stromstärke bei Aufheizung des Detektors durch die Infrarotstrahlung. Diese Änderungen werden gemessen und mit den Werten bei Betriebstemperatur verglichen. Hieraus ermittelt man die aufgenommene Strahlungsmenge und errechnet – unter Zuhilfenahme eines voreingestellten Emissionsfaktors – eine Temperatur.
Ungekühlte Detektoren verwenden pyroelektrische oder Mikrobolometer-Arrays. Sie sind als kompakte Module (sog. Wärmebildsensoren) verfügbar. Die Auflösungen dieser Kompaktmodule gehen typisch von 320 × 240 Pixel bis 1.024 × 768 Pixel mit Messentfernungen im Bereich ca. 1 bis 10 m. Bildauslesefrequenzen gehen bis etwa 50 Hz. Neben den klassischen analogen Bildsignalen (PAL, NTSC) werden vor allem auch digitale Schnittstellen (USB, LAN, WLAN, Bluetooth) unterstützt.

### Physikalische Grundlagen
Die Detektorzelle eines Mikrobolometerarrays besteht aus einer nur wenige Mikrometer dicken, strahlungsempfindlichen Scheibe, welche durch zwei gebogene Kontakte über dem eigentlichen Detektor gehalten wird (so genannte Mikrobridges). Die Scheiben bestehen aus einem Material mit einem stark temperaturabhängigen Widerstand (zum Beispiel Vanadiumoxid). Die einfallende Infrarotstrahlung wird absorbiert und führt zu einer Temperaturerhöhung des Scheibchens, was wiederum den Widerstand ändert. Der gemessene Spannungsabfall wird als Messsignal ausgegeben.
Pyroelektrische Sensoren liefern dagegen nur bei Temperaturänderung eine Spannung mit sehr hoher Quellimpedanz.
Sowohl Mikrobolometerarrays als auch pyrometrische Sensoren benötigen einen mechanischen Verschluss oder zumindest eine periodische Abschattung des Bildsensors. Der Grund ist bei pyrometrischen Sensoren, dass diese nur auf Temperaturänderungen reagieren können. Bei Bolometerarrays dient der Verschluss dazu, ein Dunkelbild zu gewinnen, welches als sensorspezifische Referenz (jedes Pixel besitzt einen individuell unterschiedlichen Widerstand) vom aufgenommenen Bild Pixel für Pixel abgezogen wird.

## Typische Anwendungsgebiete

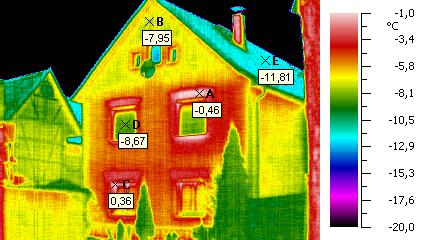
Bauthermografie: ungedämmte Außenwand

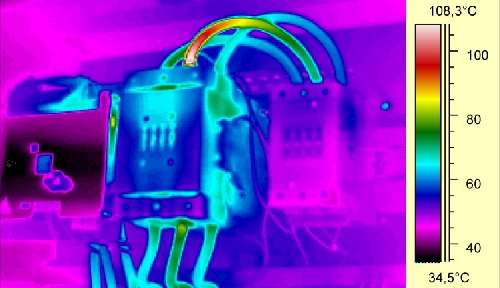
Defekter Kabelanschluss an einem Schütz (ein spezielles Relais)

Die Entwicklung neuer Technologien und der damit verbundene Preisverfall bei den Thermografiesystemen hat wesentlich zur Verbreitung dieser Technologie geführt. Die Verbesserung der eingesetzten Objektive und die Entwicklung professioneller Software für Analyse und Berichtserstellung erweitern die Einsatzmöglichkeiten der Infrarot-Thermografie fortlaufend.

### Zivile Anwendung

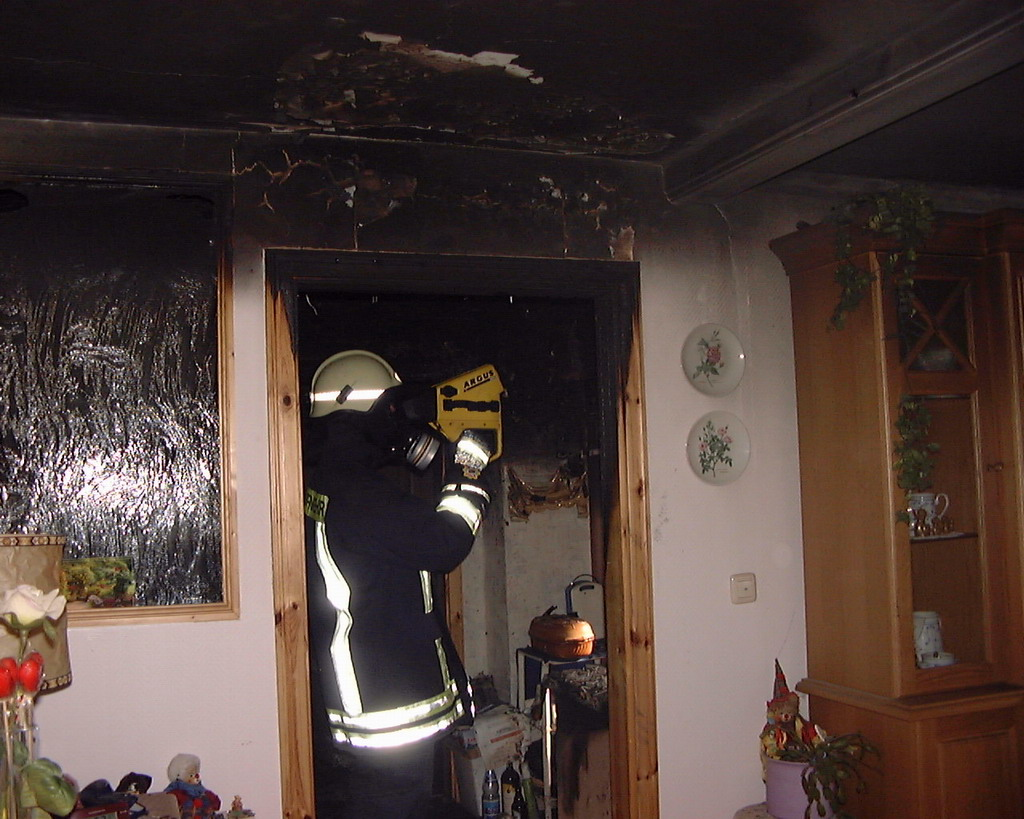
Ein Feuerwehrmann sucht mit einer Wärmebildkamera nach Glutnestern

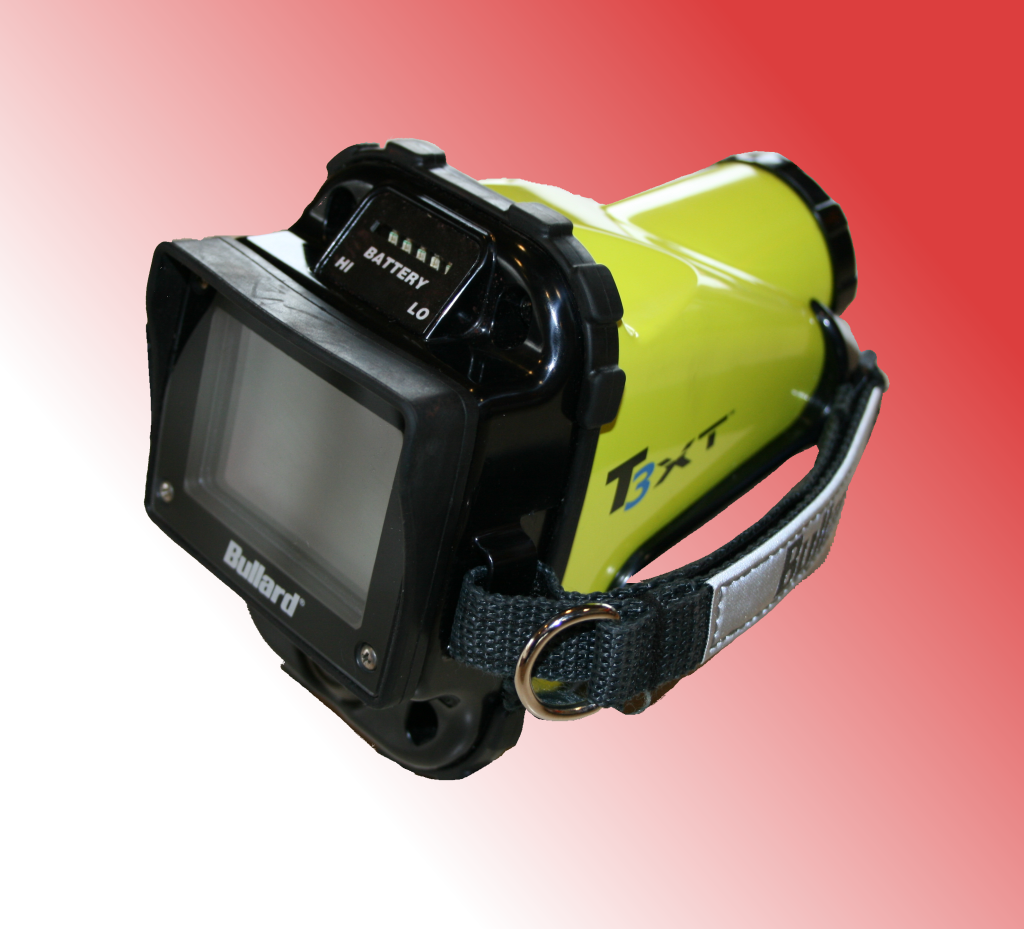
Mobile Wärmebildkamera

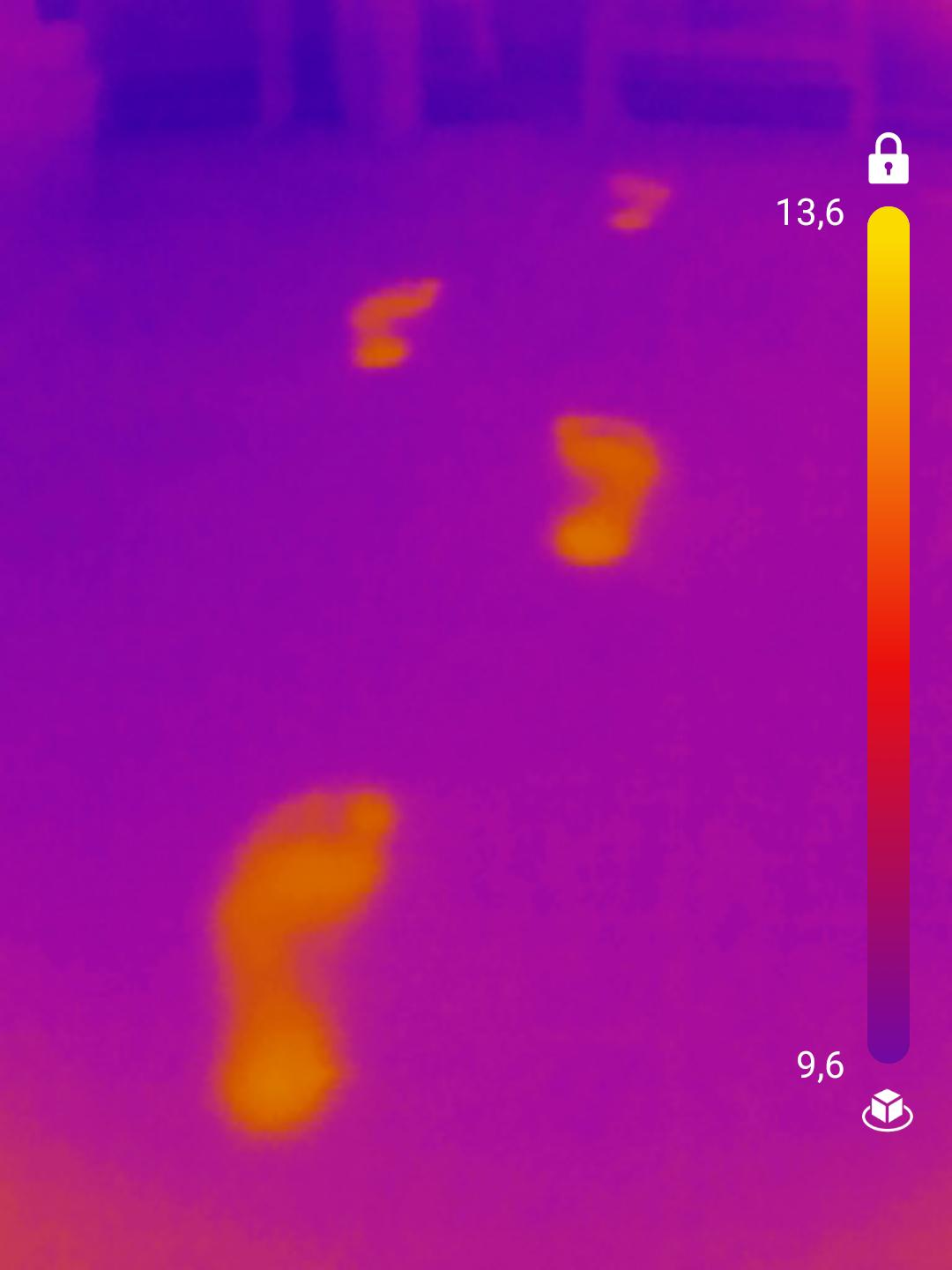
Kürzlich betretene Fläche im Wärmebild

Im zivilen Bereich werden vorwiegend ungekühlte Infrarotdetektoren verwendet. Es gibt Handgeräte, welche zum Beispiel den Temperaturbereich von −20 °C bis 900 °C abdecken und eine thermische Empfindlichkeit (Noise Equivalent Temperature Difference, NETD) von 0,025 K erreichen. Oft können Objektive mit unterschiedlichen Öffnungswinkeln verwendet werden; die Bilder können gespeichert oder an einen PC übertragen werden.
Anwendungen:
- Bauwesen/Bauthermografie: Prüfung der Wärmedämmung, Erkennen von Wärmebrücken an Häusern,  Gebäudediagnostik/Energieausweis und Kontrolle von Flachdächern, Strukturanalyse des Mauerwerks, Feuchte-Detektion in Wänden und Dächern, Verlauf von Fußbodenheizungen und  Lokalisierung von Rissen in Rohrleitungen.  Durch thermografische Untersuchung lassen sich auch die Luftdichtheit von Gebäuden und bedingt Gasausströmungen an Behältern prüfen.
- Photovoltaik: Fehlersuche wie z. B. Übergangswiderstände an den Zellkontakten oder in den Modulanschlussdosen.  Solarmodule, die sich im Leerlauf befinden, zeigen eine etwas höhere Temperatur als solche, die im MPP (Maximum Power Point) betrieben werden. Dadurch kann man – z. B. mit einer Thermographiedrohne – Modulstränge finden, die nicht in Betrieb sind.
- Industrie und Fertigung: Messung der Verteilung der Verlustleistung an elektronischen Baugruppen (beispielsweise überhitzende Halbleiter-Elemente), Prüfung elektrischer Anlagen (beispielsweise überlastete Sicherungen) und mechanischer Systeme.
- Feuerwehr:  Aufspüren von Glutnestern nach Bränden, Suche von Personen in verrauchten Gebäuden oder weitläufigem Gelände bei Dunkelheit. In diesem Bereich kommen Graustufen-Bilder zum Einsatz, die die heißeste Stelle ab einer bestimmten Temperatur rot einfärben.
- Klimatologie: Oberflächentemperatur von Landflächen oder Ozeanen.
- Archäologie: Erkennung von unterirdischen, verborgenen Strukturen aufgrund unterschiedlicher Temperaturleitfähigkeit.
- Grenzschutz: Stationäre und mobile Wärmebildkameras zur Erkennung illegaler Grenzübertritte durch Menschen, gefährliche Tiere sowie vor kurzem verlassenen Lagerstellen.
- Humanmedizin:  Wärmebildkameras für diagnostische Zwecke[5] zur Erkennung lokaler Entzündungsherde, für Reihenuntersuchungen von Personen auf Fieber (siehe EN 80601-2-59), zur Untersuchung von Durchblutung und Durchblutungsstörungen[6] und zur Erkennung von Brustkrebs.[7][8]
- Veterinärmedizin: Durchblutung von Pferdebeinen und Nachweis von Doping im Reitsport.[9]
- Infrarotfotografie: Künstlerische Anwendung in der Fotografie.
- Verkehrstechnik: Detektion von Personen und Fahrzeugen bei der Lichtsignalsteuerung (insbesondere bei der Radfahrerdetektion vorteilhaft gegenüber konventioneller Video- und Induktionsschleifentechnik)
- Pkw-Nachtsicht-Assistent: Fahrerassistenzsysteme, zum Beispiel das bei BMW verbaute System der Firma Autoliv, welches Menschen und Tiere aufgrund ihrer Wärmestrahlung besser erkennen kann als gängige Kameras im nahen Infrarot, die lediglich Nebel besser durchdringen können.
- Zerstörungsfreie Werkstoffprüfung (ZfP):  Materialien und Bauteile werden gezielt erwärmt, so dass verborgene Defekte durch unterschiedliches thermisches Verhalten erkennbar werden. ZfP-Methoden sind Puls-Thermografie, Lockin-Thermografie und thermoelastische Spannungsanalyse. Zur Durchführung dieser Methoden werden besonders schnelle und hochauflösende Infrarotkameras benötigt.
- Sicherheitstechnik: Im modernen Perimeterschutz reduzieren Wärmebildkameras die Anzahl an benötigten Sensorik-Komponenten. Die hohe Kontrastbildung (Wärmedifferenz von Mensch und Umgebung) bildet eine zuverlässige Grundlage für die Videoanalyse zur Detektion.
- Jagd: Wildbeobachtung mit fix installierten, automatischen Wärmebildkameras bzw. mit handgehaltenen Beobachtungsgeräten. Die jagdliche Verwendung von Zielfernrohren mit eingebauter Wärmebildtechnologie ist in den verschiedenen Ländern unterschiedlich geregelt.
- Wildrettung: Der Einsatz von Drohnen mit Wärmebildkamerasystem zur Rehkitzrettung wird durch die Bundesanstalt für Landwirtschaft und Ernährung gefördert.[10]

### Militärische Anwendung
Im militärischen Bereich werden Wärmebildgeräte (WBG) zum Beobachten und Aufklären bei Dunkelheit oder schlechter Sicht genutzt. Das WBG-X des Kampfpanzers Leopard 2 basiert beispielsweise auf einem Detektor aus Quecksilber-Cadmium-Tellurid (engl.: mercury cadmium tellurid, MCT), der auf ca. −190 °C gekühlt wird, was eine Vorlaufzeit von ungefähr 15 Minuten verlangt. Die Anzeige ist grün-monochrom mit einer wählbaren Polarität von schwarz oder weiß, so dass Wärmequellen besonders hell oder dunkel erscheinen. Bei ausreichendem Temperaturunterschied einzelner Objekte kann man einen beobachteten Geländeabschnitt sehr gut erkennen.
Wärmebildgeräte haben gegenüber Nachtsichtgeräten den Vorteil, dass weder Restlicht vorhanden sein noch ein Infrarotscheinwerfer eingesetzt werden muss, der seinerseits sehr einfach entdeckt und ausgeschaltet werden kann. Weiter können auch tagsüber optisch gut getarnte Objekte in vielen Fällen aufgrund der Wärmesignatur leicht erkannt werden. Ein Verstecken von Wärmequellen ist – vor allem bei niedrigen Außentemperaturen – nur mit sehr großem Aufwand möglich.
Grenzen sind der Anwendung von WBG allerdings bei starkem Regen, Nebel oder Schneetreiben gesetzt.

## Vorteile, Nachteile, Grenzen

### Grenzen der Sensorik
Die vom Sensor erfasste und vermessene IR-Strahlung besteht aus mehreren Komponenten, die sich mit den Möglichkeiten aktueller Wärmebildkameras nicht durch Auswertung des Sensorbildes alleine trennen lassen:
- Die Eigenstrahlung des Messobjektes wird von zwei Faktoren beeinflusst:
  - Der Oberflächentemperatur als Ursache der Strahlung, die eine charakteristische spektrale Verteilung (Schwarzkörperstrahlung, Stefan-Boltzmann-Gesetz) erzeugt.
  - Der Emissionsgrad der Oberfläche, welcher eine reduzierte Strahlung bewirkt. Der Emissionsgrad ändert sich bei vielen Materialien mit der Wellenlänge. Kleine Emissionswerte, wie beispielsweise bei polierten Metalloberflächen, vergrößern die Messfehler, wenn sie falsch angenommen werden, und weil Fremdlicht stärkeren Einfluss auf die Messung gewinnt.
- Die Eigenstrahlung der Luftstrecke
- Die korrekte Fokussierung auf das Messobjekt
- Fremdlicht (Sonneneinstrahlung, Tageslicht, Lampen jeder Art) kann auf verschiedene Arten zum Sensor gelangen und die Messung beeinflussen:
  - Von der Oberfläche reflektierte Strahlung, wobei der Einfluss durch Messung bei Dunkelheit reduziert werden kann
  - Durch die Oberfläche transmittierte Strahlung (z. B. bestimmte Gläser, Kunststoffe) überlagern die Eigenstrahlung der Oberfläche

Der Einfluss des Fremdlichts kann auch vom Beobachtungswinkel zur Oberfläche abhängen.
Probeweises Abschatten von kleinen Messobjekten kann Hinweise auf den Einfluss von Fremdlicht geben.
Der Sensor selbst vermisst nur einen kleinen Teil des emittierten Spektrums, so dass einige der Effekte im sichtbaren Licht nicht auffallen müssen:
- Eine starke Infrarotquelle könnte für den Beobachter unbemerkt bleiben, aber im Messbereich des Sensors erhebliches Fremdlicht erzeugen.
- Die im sichtbaren Licht opake Oberfläche ist im Bereich der Messwellenlänge transparent oder transluzent; Dies kann beispielsweise genutzt werden, um ein Objekt in einem Gehäuse aus Polyethylen (PE) zu messen, weil PE im Messbereich der Wärmebildkameras weitgehend transparent ist.

### Vorteile
Die größten Vorteile sind:
- Die Temperaturverteilung einer großen Fläche kann gleichzeitig überwacht werden – ein Zeitvorteil gegenüber einer punktweisen Registrierung mit Thermometern.
- In technischen Anlagen lassen sich Stellen erhöhter Temperatur aufspüren, z. B. die Erwärmung von verschlissenen Reibstellen.
- Die Messung erfolgt berührungslos auch über größere Entfernung, beispielsweise in Hochspannungsanlagen oder bei rotierenden Bauteilen.
- Objekte unterschiedlicher Temperatur zeigen sich auch in dunkler Umgebung (siehe auch Grubenorgan).

### Nachteile
Die Nachteile sind:
- Hoher Gerätepreis im Vergleich zu Thermometern, er steigt stark mit dem Auflösungsvermögen der Sensoren.
- Die Bilder lassen sich bei unbekanntem Emissionsfaktor nur schwer interpretieren. Auf größeren Oberflächen wie Außenfassaden können Stoffe mit verschiedenen Emissionsgraden verbaut sein, so dass Temperaturverhältnisse innerhalb eines Bildes nicht korrekt wiedergegeben werden.
- Reflexionen stören die Genauigkeit
- Blanke Metall- und Glasoberflächen lassen sich schlecht messen, die Anpassung des Emissionsgrades im Messinstrument passend zur Oberfläche verbessert das Resultat.
- Die Genauigkeit ist meist schlechter als ±2 % und damit deutlich geringer als bei Kontaktmessung mit einem Thermometer.
- Man kann ausschließlich Oberflächentemperaturen messen, diese können beispielsweise von oberflächennahen Luftströmungen (Wind) beeinflusst werden. Dadurch kann die eigentliche Objekttemperatur abweichen.
- Bei Sonnenstrahlung oder feuchter Oberfläche sinkt die Messgenauigkeit erheblich (Reflexion von Fremdlicht).
- Schneefall oder Regen senken den Transmissionsfaktor der Luft, weshalb sich die angezeigte Temperatur kaum noch auf die Oberflächen „dahinter“ bezieht.
- Die Erfassung schnell ablaufender Bewegungen ist durch die oft geringe Bildfolgefrequenz (< 50 Hz) begrenzt. Dafür sind spezielle Hochgeschwindigkeitsthermographiesysteme mit über 1000 Bildern pro Sekunde erforderlich.